# Сухмень
Сухмень — село в Половинском районе Курганской области. Административный центр Сухменского сельсовета.

## География
Расположено у озёр Сухмень и Северное.

## История
До 1917 года входила в состав Лопатинской волости Курганского уезда Тобольской губернии. По данным на 1926 год деревня Сухмень состояла из 276 хозяйств. В административном отношении являлась центром Сухменского сельсовета Лопатинского района Курганского округа Уральской области.

## Население
| 1989 | 2002 | 2010 |
| ---- | ---- | ---- |
| 748  | ↘592 | ↘380 |

По данным переписи 1926 года в деревне проживало 1251 человек (575 мужчин и 676 женщин), в том числе: русские составляли 98 % населения.